# Альтманн, Джинн
Джинн Альтманн (Jeanne Altmann; род. 1940, Нью-Йорк, Нью-Йорк) — американский поведенческий эколог, приматолог, специалист по социальному поведению бабуинов. Доктор философии (1979), именной профессор Принстона, где трудится с 1998 года, прежде профессор Чикагского университета. Член НАН США (2003) и Американского философского общества (2020). Отмечена Sewall Wright Award (2013) и BBVA Foundation Frontiers of Knowledge Award.
Есть сестра.
Выросла в пригороде Мэриленда в Вашингтоне.
Окончила Альбертский университет (бакалавр математики, 1962). Уже со следующего года начала проводить полевые исследования в Восточной Африке, отправившись в Национальный парк Амбосели в Кении, где займется исследованиями бабуинов. Также окончила Университет Эмори (магистр, 1970). В Чикагском университете получила степень доктора философии в области человеческого развития (занималась поведением бабуинов; уже тогда она видела границы между поведением человека и животных как проницаемые), а уже на след. год её диссертация будет опубликована издательством Гарвардского университета («Baboon Mothers and Infants»). С 1985 года ассоциированный, в 1989-1998 годах профессор там же, в Чикагском университете. С 1998 года профессор Принстона, именной профессор (Eugene Higgins Professor). Являлась президентом Общества поведения животных. Экс-редактор журнала Animal Behavior.
Большую часть своих исследований проводила на бабуинах Национального парка Амбосели (Кения).
Вдова; есть сын и дочь.
Автор более 170 публикаций. Публиковалась в Science, соавтор Джоан Силк.